# ホテル近鉄ユニバーサル・シティ
ホテル近鉄ユニバーサル・シティ（ホテルきんてつユニバーサルシティ）は、大阪府大阪市此花区にある近鉄グループの都ホテルズ&リゾーツに加盟するホテルのひとつ。株式会社近鉄・都ホテルズが運営。

## 概要
ユニバーサル・スタジオ・ジャパン（USJ）のオフィシャルホテルの一つとして、2001年7月にユニバーサル・シティウォーク大阪内に開業した。高さ93.6m。
USJ利用のファミリーやグループ客を主なターゲットとした客室主体のホテルで、建物内のレストランもバイキング形式のカジュアルスタイルとしたほか、大戸屋やマクドナルドといった外食チェーン店が入居、チェックイン前・チェックアウト後に荷物の預かりを行うコインロッカー設備など、従来の都ホテルブランドのホテルとはサービスや設備が異なっているのが特徴である。
また、これまでの近鉄グループのホテルは多くが「都ホテル」のブランド名を使用していたが、本ホテルは初めて名称に「近鉄」を冠することになった。なお、2019年にグループ各ホテルの名称変更を行ったが当ホテルは変更せずそのままとなっている。2021年3月25日に近鉄グループホールディングスが発表したブラックストーン・グループへの売却対象ホテル8つのうちの1つに含まれ、10月にブラックストーンが過半を出資する会社が所有者となる見通しである。運営は近鉄グループが継続し、施設名・従業員の雇用は維持される予定である。

## 周辺
- ユニバーサル・シティウォーク大阪
- ホテル京阪ユニバーサルシティ
- ユニバーサル・スタジオ・ジャパン（USJ）

## アクセス
- 西日本旅客鉄道（JR西日本）桜島線（JRゆめ咲線） ユニバーサルシティ駅
- 関西国際空港、大阪国際空港からリムジンバス